# Ashurdan II
Assur-dan II, rey de Asiria (934 a. C. - 912 a. C.), con quien comienza el llamado Imperio Nuevo.
Hijo y sucesor de Tiglatpileser II, recibió de éste un reino agotado. Con grandes esfuerzos, consiguió recomponer el poder del estado asirio. Realizó una reforma agrícola y ganadera, con la que consiguió frenar la emigración de su pueblo hacia otros lugares. Derrotó a los arameos cerca de Mosul, y lanzó una expedición victoriosa contra Babilonia. Restauró monumentos y edificios públicos, y nos ha dejado unos Anales de su reinado.
Le sucedió en el trono su hijo Adad-nirari II.
| Predecesor: Tiglatpileser II | Rey de Asiria 934-912 a. C. | Sucesor: Adad-nirari II |